# Konradów (województwo łódzkie)
Konradów – wieś w Polsce położona w województwie łódzkim, w powiecie radomszczańskim, w gminie Kodrąb.
W latach 1975–1998 miejscowość administracyjnie należała do województwa piotrkowskiego.